# Algerije op de Olympische Zomerspelen 2000
Algerije nam deel aan de Olympische Zomerspelen 2000 in Sydney, Australië. Algerije debuteerde op de Zomerspelen in 1964 en deed in 2000 voor de negende keer mee. 

## Medaillewinnaars
| Sport    | Olympiër            | Onderdeel        | Medaille |
| -------- | ------------------- | ---------------- | -------- |
| Atletiek | Nouria Merah-Benida | 1500m (v)        | Goud     |
| Atletiek | Ali Saïdi-Sief      | 5000m (m)        | Zilver   |
| Atletiek | Djabir Saïd-Guerni  | 800m (m)         | Brons    |
| Atletiek | Abderrahmane Hammad | hoogspringen (m) | Brons    |
| Boksen   | Mohamed Allalou     | -63.5kg (m)      | Brons    |

## Deelnemers en resultaten per onderdeel

### Atletiek
| Olympiër                                               | Discipline             | Resultaat | Prestatie                                                                  |
| ------------------------------------------------------ | ---------------------- | --------- | -------------------------------------------------------------------------- |
| Malik Louahla                                          | 400m (m)               | 35e       | serie 7: 4e in 46,06                                                       |
| Djabir Saïd-Guerni                                     | 800m (m)               | Brons     | serie 2: 2e in 1.47,95 halve finale 2: 1e in 1.44,19 finale: 3e in 1.45,16 |
| Adem Hecini                                            | 800m (m)               | 9e        | serie 3: 2e in 1.47,62 halve finale 3: 3e in 1.45,08                       |
| Noureddine Morceli                                     | 1500m (m)              | 24e       | serie 2: 2e in 1.47,95 halve finale 1: 12e in 4.00,78                      |
| Kamal Boulahfane                                       | 1500m (m)              | 21e       | serie 3: 2e in 3.38,41 halve finale 2: 11e in 3.43,98                      |
| Mohamed Khaldi                                         | 1500m (m)              | 29e       | serie 2: 8e in 3.41,16                                                     |
| Ali Saïdi-Sief                                         | 5000m (m)              | Zilver    | serie 2: 1e in 13.29,34 finale: 2e in 13.36,20                             |
| Réda Benzine                                           | 5000m (m)              | 11e       | serie 1: 4e in 13.23,10 finale: 11e in 13.40,95                            |
| Samir Moussaoui                                        | 10000m (m)             | 16e       | serie 1: 6e in 28.08,22 finale: 16e in 28.17,25                            |
| Adem Hecini Samir Louahla Malik Louahla Kamel Talhaoui | 4x400m (m)             | DSQ       | serie 2: gediskwalificeerd                                                 |
| Laïd Bessou                                            | 3000m steeplechase (m) | 11e       | serie 3: 1e in 8.21,14 finale: 11e in 8.33,07                              |
| Mourad Benslimani                                      | 3000m steeplechase (m) | 35e       | serie 1: 11e in 8.46,66                                                    |
| Kamel Kohil                                            | marathon (m)           | 23e       | finale: 2:17.46                                                            |
| Moussa Aouanouk                                        | 20km snelwandelen (m)  | 23e       | finale: 1:25.04                                                            |
| Abderrahmane Hammad                                    | hoogspringen (m)       | Brons     | kwalificatie: 4e met 2,27m finale: 3e met 2,32m                            |
|                                                        |                        |           |                                                                            |
| Nouria Mérah-Benida                                    | 1500m (v)              | Goud      | serie 3: 2e in 4.10,24 halve finale: 1e in 4.05,24 finale: 1e in 4.05,10   |
| Nasria Baghdad-Azaïdj                                  | 10000m (v)             | 40e       | serie 1: 20e in 35.31,53                                                   |
| Bahia Boussad                                          | 20km snelwandelen (v)  | 45e       | finale: 1:52.50                                                            |
| Baya Rahouli                                           | hink-stap-springen (v) | 5e        | kwalificatie: 7e met 13,98m finale: 5e met 14,17m                          |
| Yasmina Azzizi                                         | zevenkamp (v)          | 17e       | 5896 punten                                                                |

### Boksen
| Olympiër            | Discipline  | Resultaat | Prestatie |
| ------------------- | ----------- | --------- | --- |
| Mebarek Soltani     | -48kg (m)   | 17e       | 1e ronde: V van MEX Romero: 15-16 |
| Nacer Keddam        | -51kg (m)   | 17e       | 1e ronde: V van CAN Kooner: 11-18 |
| Hichem Blida        | -54kg (m)   | 9e        | 1e ronde: W van PUR Cruz: 11-10 2e ronde: V van UZB Rahimov: 8-17                                                                              |
| Noureddine Madjhoud | -57kg (m)   | 17e       | 1e ronde: V van RSA Mathebula: 5-10 |
| Mohamed Allalou     | -63.5kg (m) | Brons     | 1e ronde: W van CZE Konecný: 17-9 2e ronde: W van GHA Neequaye: 15-6 kwartfinale: W van ITA Paris: 22-8 halve finale: V van UZB Abdullaev: RSC |
| Abdel Hani Kenzi    | -75kg (m)   | 17e       | 1e ronde: V van ROU Diaconu: 9-19 |
| Mohamed Azzaoui     | -91kg (m)   | 9e        | 1e ronde: V van FRA Chanet: RSC |

### Gewichtheffen
| Olympiër                  | Discipline | Resultaat | Prestatie                                                    |
| ------------------------- | ---------- | --------- | ------------------------------------------------------------ |
| Leila Françoise Lassouani | -58kg (v)  | 14e       | trekken: 16e met 60kg stoten: 14e met 82,5kg totaal: 142,5kg |

### Gymnastiek
| Olympiër   | Discipline     | Resultaat | Prestatie                 |
| ---------- | -------------- | --------- | ------------------------- |
| Ali Bourai | trampoline (m) |           | kwalificatie: 62,6 punten |

### Judo
| Olympiër            | Discipline | Resultaat | Prestatie |
| ------------------- | ---------- | --------- | --- |
| Omar Rebahi         | -60kg (m)  | 9e        | 1e ronde: W van DOM Jacinto 2e ronde: V van UZB Mukhtarov herkansingen 1: W van SEY Labrosse herkansingen 2: V van AZE Ismayilov                              |
| Amar Meridja        | -66kg (m)  | 24e       | 1e ronde: V van USA Ottiano |
| Noureddine Yagoubi  | -73kg (m)  | 9e        | 1e ronde: W van TOG Denanyoh 2e ronde: V van BRA Camilo herkansingen 1: W van ISR Offer herkansingen 2: V van POR Almeida                                     |
| Khaled Meddah       | -90kg (m)  | 25e       | 1e ronde: V van TUN Hachicha |
| Sami Belgroun       | -100kg (m) | 13e       | 1e ronde: W van KOR Sung-ho 2e ronde: V van FRA Traineau herkansingen 1: V van RUS Styopkin                                                                   |
| Mohamed Bouaichaoui | +100kg (m) | 24e       | 1e ronde: V van BRA Hernandes |
|                     |            |           | |
| Salima Souakri      | -52kg (v)  | 7e        | 1e ronde: W van BEL Clement 2e ronde: W van SUI Schmutz kwartfinale: V van JPN Narazaki herkansingen 2: W van CAN Baillargeon herkansingen 3: V van ROU Aluaș |

### Roeien
| Olympiër      | Discipline | Resultaat | Prestatie |
| ------------- | ---------- | --------- | --- |
| Rafik Amrane  | skiff (m)  | 21e       | serie 3: 5e in 7.44,48 herkansingen 4: 4e in 7.42,19 halve finale C/D: 4e in 7.38,51 finale D: 3e in 7.35,66 |
| Samia Hireche | skiff (v)  | 17e       | serie 2: 5e in 8.28,65 herkansingen 4: 4e in 8.21,67 halve finale C/D: 2e in 8.18,16 finale C: 5e in 8.12,89 |

### Schermen
| Olympiër         | Discipline | Resultaat | Prestatie                        |
| ---------------- | ---------- | --------- | -------------------------------- |
| Zahra Gamir      | degen (v)  | 33e       | 1e ronde: V van USA Stevens: 2-5 |
| Wassila Rédouane | floret (v) | 33e       | 1e ronde: V van JPN Arai: 3-15   |

### Tafeltennis
| Olympiër                | Discipline | Resultaat | Prestatie                                              |
| ----------------------- | ---------- | --------- | ------------------------------------------------------ |
| David Kaci Farid Oulami | team (m)   | 33e       | kwalificatie: V van Brazilië Hoyama/Kawai: 21-11,21-16 |

### Worstelen
| Olympiër        | Discipline               | Resultaat | Prestatie                                                                           |
| --------------- | ------------------------ | --------- | ----------------------------------------------------------------------------------- |
| Yassine Djakrir | -63kg Grieks-Romeins (m) | 18e       | groepsfase: V van KAZ Manukyan: 0-11 V van IND Singh: 0-3 V van CUB Marén: 1-4      |
| Kader Silia     | -76kg Grieks-Romeins (m) | 20e       | groepsfase: V van UZB Erofaylov: 0-6 V van USA Lindland: 0-6 V van GEO Melelashvili |

### Zwemmen
| Olympiër        | Discipline           | Resultaat | Prestatie                                             |
| --------------- | -------------------- | --------- | ----------------------------------------------------- |
| Salim Iles      | 50m vrije slag (m)   | 22e       | serie 8: 7e in 22,95                                  |
| Salim Iles      | 100m vrije slag (m)  | 13e       | serie 9: 3e in 49,70 (NR) halve finale 1: 7e in 49,70 |
| Mehdi Addadi    | 50m rugslag (m)      | 46e       | serie 2: 5e in 58,74                                  |
| Mehdi Addadi    | 100m vlinderslag (m) | 44e       | serie 2: 3e in 56,04                                  |
|                 |                      |           |                                                       |
| Kenza Bennaceur | 100m vlinderslag (v) | DNS       | serie 2: niet gestart                                 |

Albanië · Algerije · Amerikaanse Maagdeneilanden · Amerikaans-Samoa · Andorra · Angola · Antigua en Barbuda · Argentinië · Armenië · Aruba · Australië · Azerbeidzjan · Bahama's · Bahrein · Bangladesh · Barbados · België · Belize · Benin · Bermuda · Bhutan · Bolivia · Bosnië en Herzegovina · Botswana · Brazilië · Britse Maagdeneilanden · Brunei · Bulgarije · Burkina Faso · Burundi · Cambodja · Canada · Centraal-Afrikaanse Republiek · Chili · China · Chinees Taipei · Colombia · Comoren · Congo-Brazzaville · Congo-Kinshasa · Cookeilanden · Costa Rica · Cuba · Cyprus · Denemarken · Djibouti · Dominica · Dominicaanse Republiek · Duitsland · Ecuador · Egypte · El Salvador · Equatoriaal-Guinea · Eritrea · Estland · Ethiopië · Fiji · Filipijnen · Finland · Frankrijk · Gabon · Gambia · Georgië · Ghana · Grenada · Griekenland · Groot-Brittannië · Guam · Guatemala · Guinee · Guinee‑Bissau · Guyana · Haïti · Honduras · Hongarije · Hongkong · Ierland · IJsland · India · Indonesië · Irak · Iran · Israël · Italië · Ivoorkust · Jamaica · Japan · Jemen · Joegoslavië · Jordanië · Kaaimaneilanden · Kaapverdië · Kameroen · Kazachstan · Kenia · Kirgizië · Koeweit · Kroatië · Laos · Lesotho · Letland · Libanon · Liberia · Libië · Liechtenstein · Litouwen · Luxemburg · Macedonië · Madagaskar · Malawi · Malediven · Maleisië · Mali · Malta · Marokko · Mauritanië · Mauritius · Mexico · Micronesië · Moldavië · Monaco · Mongolië · Mozambique · Myanmar · Namibië · Nauru · Nederland · Nederlandse Antillen · Nepal · Nicaragua · Nieuw-Zeeland · Niger · Nigeria · Noord-Korea · Noorwegen · Oeganda · Oekraïne · Oezbekistan · Oman · Oostenrijk · Pakistan · Palau · Palestina · Panama · Papoea-Nieuw-Guinea · Paraguay · Peru · Polen · Portugal · Puerto Rico · Qatar · Roemenië · Rusland · Rwanda · Saint Kitts en Nevis · Saint Lucia · Saint Vincent en Grenadines · Salomonseilanden · Samoa · San Marino ·  Sao Tomé en Principe · Saoedi-Arabië · Senegal · Seychellen · Sierra Leone · Singapore · Slovenië · Slowakije · Soedan · Somalië · Spanje · Sri Lanka · Suriname · Swaziland · Syrië · Tadzjikistan · Tanzania · Thailand · Togo · Tonga · Trinidad en Tobago · Tsjaad · Tsjechië · Tunesië · Turkije · Turkmenistan · Uruguay · Vanuatu · Venezuela · Verenigde Arabische Emiraten · Verenigde Staten · Vietnam · Wit-Rusland · Zambia · Zimbabwe · Zuid-Afrika · Zuid-Korea · Zweden · Zwitserland · Individuele olympische atleten